# Son montuno
Son montuno es un género de música cubana. Heredero del son, sentó las bases para el surgimiento de la salsa en los años 1970. 
La salsa se fundamentó en la acentuación de la síncopa,  elemento común con el son montuno,[cita requerida] creado por Arsenio Rodríguez. El son montuno de Arsenio se inspiró en el guaguancó, pero contó con una instrumentación más rica, por la introducción de nuevos instrumentos como la conga, el piano y por el uso de varias trompetas.
El desarrollo del son montuno estuvo vinculado a cantantes como Pío Leyva y Benny Moré y también a grupos como el Conjunto Casino, Roberto Faz, Machito y José Curbelo.  Esto enriqueció al género con elementos de la guaracha, el mambo y el bolero.

## Origen del son
El son tradicional es un género musical que nace y se desarrolla en la isla de Cuba. Aunque autores como Laureano Fuentes Matons consideran como el primer son conocido al Son de la Ma´Teodora,  supuestamente escrito en Santiago de Cuba hacia 1560 por las hermanas Micaela y Teodora Ginés. otros autores como Alberto Muguercia y Danilo Orozco consideran esto como poco más que una leyenda. Lo que si es innegable es que en el Son de la Ma´Teodora reproducido por Fuentes Matons en 1893,  están presentes características básicas del género del son como lo es el diálogo entre solista y coro.
El son presenta en su estructura, elementos y toques procedentes de músicas africanas (sobre todo bantú[cita requerida]), confluyendo con estribillos, entonaciones y sonoridades de origen hispánico. lo que presenta a España y África como sus dos fuentes originarias.

## Presencia cultural de Haití en el oriente de Cuba
Nené Manfugás negro «tresero» nacido en Guantánamo Cuba, de ascendencia haitiana,  llevó los primeros sones a los carnavales de Santiago de Cuba en 1892. Hay que notar que hizo su música con un instrumento originalmente de cuerdas y de tradición española.
Desde los comienzos de la revolución haitiana de 1791 hasta su independencia en 1804 llegaron a Cuba desde Haití miles de migrantes diversos y no solo esclavos.  Aunque muchos esclavos se fueron a trabajar a las montañas de la Sierra Maestra en los cafetales de sus amos franceses,  también llegaron a oriente franceses y españoles prófugos de la justicia,  prisioneros, mulatos contrarrevolucionarios y exmilitares negros al servicio de España. Estas migraciones provocaron un fuerte intercambio cultural que terminó influenciando en Cuba el
idioma, la composición étnica, la religión y la música, constituyéndose en una huella cultural importante. El sistema de plantación cafetalero coincidente con la emigración haitiana se hizo muy fuerte en el territorio oriental de la isla de Cuba. 
La música haitiana no era totalmente africana, ya que los haitianos llegaron a Cuba con sus amos, que eran franceses. La música que hizo el haitiano fue una mezcla de la contradanza francesa con influencia de la música afro haitiana. En las siguientes décadas la música religiosa de baile haitiana se cubanizó.  Un ejemplo de esto lo constituye la tradición danzaria conocida como la Tumba francesa con vigencia en la actualidad a través de tres sociedades: la Caridad de Oriente, en Santiago de Cuba; la Pompadour, en Guantánamo; y la Bejuco, en Sagua de Tánamo.
A muchos de los esclavos haitianos, llevados al oriente cubano por sus amos, se les debe el enriquecimiento y transformación de la cultura y la economía que se originaría en esta región por esa época. Algunos autores sostienen que no es posible hablar de cubanía, sobre todo en Guantánamo y Santiago de Cuba, sin tener en cuenta la huella haitiana. El gusto por la taza de café, que tanto identifica al cubano, es una herencia haitiana, como el congrí con su identidad de la región oriental o los platos del ajiaco, las carnes asadas o el grillé, así como las frituras de bacalao. Sin dudas todo ello es un universo de transculturación de valiosa presencia haitiana en la historiografía cubana.[cita requerida]

## Son, de Oriente a La Habana
El son cubano nació en la parte oriental de Cuba, donde la Sierra Maestra y la ciudad de Santiago se encuentran, y fue llevado de oriente hacia la parte occidental de la isla, coincidiendo con el traslado de los soldados de la guerra de independencia, llegando así a La Habana sobre 1909. Una de las primeras agrupaciones populares de son creadas en la Habana en 1916 fue el cuarteto oriental, que en 1918 se convertiría en el Sexteto Habanero . A comienzos de la década de 1920, los políticos introdujeron a grupos como septeto habanero en los salones de baile de la burguesía cubana, haciéndolos desde ese momento parte integral de la cultura del país.
Una vez en la capital, el son fue adoptado como música en los barrios, especialmente en los solares. Los solares eran casas enormes o mansiones abandonadas, originalmente ocupadas por españoles que vivían ahí antes de la independencia de la isla. Después pasaron a ser ocupados por afro-cubanos, en su mayoría indigentes originarios del Congo o de otras partes del oeste de África. Estos solares eran ocupados por varias familias que vivían en la casa en contacto permanente siendo la rumba el ritmo más popular.
Dentro de estos barrios se practicaban ritos religiosos con fuerte influencia africana como la santería, el palo monte y el abakuá. Estos ritos no son exclusivamente africanos sino más bien fruto de un sincretismo con elementos europeos. La relación que hay entre la música y el sincretismo religioso afrocubano es muy rica e interesante.

## Desarrollo del son montuno
Al llegar el son a La Habana y a otras provincias de alrededor como Matanzas, se fue enriqueciendo con el trabajo de los sextetos y septetos, por músicos y también por la gente pobre que vivía en los solares. Otro elemento muy importante en el desarrollo del son lo constituyó la aparición de las compañías discográficas.
Arsenio Rodríguez desarrolló el lenguaje del son montuno y esto determinó que fuera aceptado como un ritmo con personalidad propia, separado del son. En el son montuno la repetición del coro y la intensidad de la ejecución determinan esa diferencia. En el son montuno juega también un papel primordial la improvisación de los músicos solistas. Arsenio fue un virtuoso ejecutante de su instrumento.
Con el tiempo el son montuno desarrolló un "momento" de la canción que Arsenio denominó como «diablo». El diablo dentro de la canción viene a ser como una explosión, como otra parte intensa. La banda se destaca haciendo improvisaciones y convirtiendo al «diablo» en la parte más álgida del tema musical, en algo análogo a las improvisaciones colectivas del dixieland.
El son montuno y en especial el «diablo» se caracterizan por su complejidad y originalidad.  Estos elementos cubanos influenciarían más tarde otros ritmos fuera de Cuba como el jazz.
También, el son montuno pasó a ser una fuerte influencia a lo interno de la música popular cubana, abarcando  mambo, chachacha, guaracha, rumba, guajira,   el songo y la timba, además de estar vinculado al surgimiento del jazz afrocubano y a la formación de la cultura e identidad cubanas en el exterior,  en ciudades como Nueva York y Miami.

## Danzón, Son cubano, Son montuno, Mambo y Salsa
El danzón nació de la danza criolla o habanera y de esta tomó los instrumentos de viento, violín y flauta propios de las charangas francesas. La contradanza nació en Inglaterra y llegó a Cuba por tres caminos diversos, a saber: por hilo directo desde las cortes de la metrópoli española; por los barcos ingleses que tomaron La Habana en 1762 y por los franceses y sus servidores negros y mulatos establecidos en la región oriental, en la oleada migratoria en 1798, debido a la Revolución de Haití.
El son pasó de ser una parte de la canción (en un principio el son era la parte final del danzón), a ser canción completa.
Su esencia primaria es afro-criolla por ser creado por negros esclavos que asimilaron la armonía de la música europea.
Continuó su evolución en manos de grandes músicos cubanos, como el Trío Matamoros, Ignacio Piñeiro y luego Arsenio Rodríguez lo transformó al incluir la tumbadora y 4 trompetas, proyectándolo después en la ciudad de Nueva York. Allí sus composiciones enfatizan los elementos esencialmente congoleños (del Congo africano), de donde eran sus raíces.
Por otro lado, la salsa no parece surgir como evolución directa del mambo sino estar emparentada más bien con la herencia del son montuno presente en las canciones de Arsenio Rodríguez, la Sonora Matancera, Conjunto Casino, Roberto Faz y José Curbelo, esto es una generación anterior al boom del mambo en Nueva York. Aunque Pérez Prado con su Mambo # 5 fue conocido como el "Rey del mambo", en él se puede apreciar la influencia del diablo del son montuno de Arsenio.
Como nota curiosa, entre Arsenio y la Sonora existió una "rivalidad". Al primero se le presentaba como negro y macho y a la Sonora como blanca y femenina. Estas características no tienen, obviamente, nada que ver con el color ni el género de los músicos sino con la forma en que su música era percibida por su audiencia.

## Controversia con la salsa y la música cubana
La salsa no se construyó solamente sobre los ritmos de Cuba sino también como respuesta latina a ritmos norteamericanos como el boogaloo o bugalú. En Nueva York, desde comienzos de los años cuarenta, bandas como Machito y sus Afrocubans, dirigidos por Mario Bauzá, realizaban fusiones de música cubana con el bebop.
Los músicos estadounidenses aportaron progresiones jazzísticas que coexistían con ritmos que en Cuba ya tenían su personalidad propia como el son montuno, el guaguancó, el cha-cha-chá, la guajira y otros que servirían más tarde como alimento para la creación y el enriquecimiento de una gran variedad de fusiones posibles con la salsa.
Autores como Bobby Sanabria, historiador y músico "newyorrican" consideran la salsa como el nombre comercial que abarca toda la música cubana. Otros autores, por el contrario, plantean que en Cuba nunca se hizo salsa como tal y lo que equivocadamente se llama "salsa cubana" es en realidad timba, un ritmo diferente, que no tiene la síncopa sensual de la salsa aunque comparte su mismo timbre orquestal.
Ya desde los años 1950, en Cuba no se reconocía la llamada música cubana hecha en el extranjero como cubana. Se consideraba como un producto comercial estadounidense que no tenía nada que ver con su música típica o tradicional. Con el advenimiento de la Cuba revolucionaria en cierto momento llegó a establecerse una prohibición radial del gobierno cubano contra alguna música extranjera sobre todo aquella corte y estilo estadounidense o anglosajón como los Beatles o Elvis Presley. A consecuencia de eso, muchos artistas cubanos radicados en el extranjero tuvieron una nula difusión por las emisoras oficiales, como los casos de Celia Cruz, Frank «Machito» Grillo, Rolando Laserie, Justo Betancourt y hasta Pérez Prado y el propio Arsenio. Para el año 1968 se habían cerrado en Cuba todos los casinos de juego y se había cortado toda comunicación política y comercial con los Estados Unidos.
Lo anteriormente expuesto nos plantea la tesis de que la música cubana se diferenciaba claramente de lo que era "música comercial afroantillana hecha al estilo norteamericano", y se diferenció aún más a partir de 1959. La salsa surgió en Nueva York y fue creada principalmente por "newyoricans", puertorriqueños,  cubanos y, en menor medida, dominicanos.